# هيلين باكسندل
هيلين فيكتوريا باكسندل (بالإنجليزية: Helen Victoria Baxendale)‏ وهي مُمثِلة مَسرح و تلفزيون إنكليزية بريطانية ولدت في يوم 7 يونيو 1970 في قَرية في يوركشاير في إنكلترا في المملكة المتحدة، مَثلت في مُسَلسَل كولد فيت وفريندز وأن أنسويتبول جوب فور ويمن.

## روابط خارجية
- هيلين باكسندل على موقع IMDb (الإنجليزية)
- هيلين باكسندل على موقع ألو سيني (الفرنسية)
- هيلين باكسندل على موقع أول موفي (الإنجليزية)
- هيلين باكسندل على موقع قاعدة بيانات الأفلام السويدية (السويدية)
- هيلين باكسندل على موقع قاعدة بيانات الفيلم (الإنجليزية)
- هيلين باكسندل على موقع كينوبويسك (الروسية)